# Microdon pallipennis
Microdon pallipennis är en tvåvingeart som beskrevs av Charles Howard Curran 1925. Microdon pallipennis ingår i släktet myrblomflugor, och familjen blomflugor. Inga underarter finns listade i Catalogue of Life.